# 安德烈·帕維爾
安德烈·帕維爾（Andrei Pavel，1974年1月27日—），是一位羅馬尼亞職業網球運動員。於1995年轉為職業選手。他的最高世界排名為13位，他已在2009年9月23日宣佈退役。退役后，他成为一名教练。

## 外部連結
- 安德烈·帕維爾（英文/西班牙文）的官方資料
- 安德烈·帕維爾的國際網球總會 職業／青少年 官方資料（英文）
- 安德烈·帕維爾的官方資料（英文）